# Donyell Marshall
Donyell Lamar Marshall (Reading, Pensilvania, 18 de mayo de 1973) es un exjugador y entrenador de baloncesto estadounidense que jugó durante 15 temporadas en la NBA. Con 2,06 metros de estatura, jugaba en la posición de alero. 

## Carrera

### Universidad
Marshall pasó tres temporadas en la Universidad de Connecticut, donde fue uno de los jugadores más destacados. En su última campaña en los Huskies, promedió 25,1 y 8,9 rebotes por partido.

### NBA
Tras dejar la universidad, fue seleccionado en la cuarta posición del Draft de 1994 por Minnesota Timberwolves. Tras disputar 40 partidos, fue traspasado a Golden State Warriors a cambio de Tom Gugliotta el 18 de febrero de 1995. Jugó con los Warriors hasta 2000, y tras seis temporadas, fue enviado a Utah Jazz como parte de un traspaso a cuatro bandas. Tras tres temporadas en los Jazz, firmó con Chicago Bulls como agente libre en el verano de 2002.
El 1 de diciembre de 2003, Marshall junto con Jalen Rose y Lonny Baxter fue traspasado a Toronto Raptors por Antonio Davis, Jerome Williams y Chris Jefferies. 
A pesar de jugar como ala-pívot, Marshall es conocido por ser un eficaz tirador. El 13 de marzo de 2005 ante Philadelphia 76ers, empató el récord de más triples anotados en un partido que poseía Kobe Bryant, con 12 (Marshall lo consiguió con 19 intentos, Bryant con 18).
Disputó casi dos temporadas en el conjunto canadiense antes de firmar como agente libre con Cleveland Cavaliers en 2005.
El 5 de febrero de 2007, los Huskies de la Universidad de Connecticut retiraron su dorsal durante el descanso de un encuentro ante Syracuse University Orange.
Tras dos temporadas y media en Cleveland, el 21 de febrero de 2008 fue traspasado a Seattle SuperSonics en un traspaso a tres bandas entre los Sonics, Cleveland Cavaliers y Chicago Bulls. 
El 1 de septiembre de 2008 ficha por Philadelphia 76ers por un año, por el mínimo para veterano con al menos 10 años de experiencia en la NBA. Jugó 25 encuentros para Philadelphia donde aportó veteranía y tiro exterior, antes de retirarse a final de temporada.

### Entrenador
En sus inicios como entrenador ejerce de entrenador asistente en varios equipos de la NCAA y en la NBA D-League. 
En el año 2016 empieza a ejercer de entrenador principal en la Universidad de Central Connecticut. Puesto en el que se mantuvo hasta 2021 cuando dejó el equipo tras cinco temporadas.
El 24 de octubre de 2021 se une como asistente al cuerpo técnico de los Greensboro Swarm de la NBA G League.

## Estadísticas de su carrera en la NBA

### Temporada regular
| Año     | Equipo       | PJ  | PT  | MPP  | %TC  | %3P  | %TL  | RPP  | APP | ROB | TPP | PPP  |
| ------- | ------------ | --- | --- | ---- | ---- | ---- | ---- | ---- | --- | --- | --- | ---- |
| 1994–95 | Minnesota    | 40  | 8   | 25.9 | .374 | .302 | .680 | 4.9  | 1.4 | .6  | 1.2 | 10.8 |
| 1994–95 | Golden State | 32  | 23  | 32.8 | .413 | .270 | .640 | 6.5  | 1.5 | .6  | 1.2 | 14.8 |
| 1995–96 | Golden State | 62  | 6   | 15.1 | .398 | .298 | .771 | 3.4  | .8  | .3  | .5  | 5.5  |
| 1996–97 | Golden State | 61  | 20  | 16.8 | .413 | .315 | .622 | 4.5  | .9  | .4  | .8  | 7.3  |
| 1997–98 | Golden State | 73  | 73  | 35.8 | .414 | .313 | .731 | 8.6  | 2.2 | 1.3 | 1.0 | 15.4 |
| 1998–99 | Golden State | 48  | 20  | 26.0 | .421 | .361 | .727 | 7.1  | 1.4 | 1.0 | .8  | 11.0 |
| 1999–00 | Golden State | 64  | 51  | 32.4 | .394 | .355 | .780 | 10.0 | 2.6 | 1.1 | 1.1 | 14.2 |
| 2000–01 | Utah         | 81  | 49  | 28.7 | .503 | .320 | .751 | 7.0  | 1.6 | 1.0 | 1.0 | 13.6 |
| 2001–02 | Utah         | 58  | 42  | 30.2 | .519 | .310 | .708 | 7.6  | 1.7 | .9  | 1.2 | 14.8 |
| 2002–03 | Chicago      | 78  | 53  | 30.5 | .459 | .379 | .756 | 9.0  | 1.8 | 1.2 | 1.1 | 13.4 |
| 2003–04 | Chicago      | 16  | 8   | 25.5 | .419 | .407 | .700 | 6.2  | 1.8 | .8  | 1.2 | 8.7  |
| 2003–04 | Toronto      | 66  | 66  | 39.1 | .467 | .403 | .741 | 10.7 | 1.4 | 1.2 | 1.6 | 16.2 |
| 2004–05 | Toronto      | 65  | 2   | 25.3 | .443 | .416 | .791 | 6.6  | 1.2 | .9  | .7  | 11.5 |
| 2005–06 | Cleveland    | 81  | 0   | 25.6 | .395 | .324 | .748 | 6.1  | .7  | .7  | .5  | 9.3  |
| 2006–07 | Cleveland    | 81  | 0   | 16.8 | .424 | .351 | .663 | 4.0  | .6  | .5  | .5  | 7.0  |
| 2007–08 | Cleveland    | 11  | 1   | 14.2 | .295 | .348 | .778 | 2.7  | .5  | .2  | .8  | 3.7  |
| 2007–08 | Seattle      | 15  | 0   | 12.3 | .352 | .233 | .923 | 3.1  | .3  | .3  | .5  | 3.8  |
| 2008–09 | Philadelphia | 25  | 0   | 7.6  | .452 | .455 | .500 | 1.6  | .6  | .2  | .2  | 3.8  |
| Total   | Total        | 957 | 422 | 26.2 | .435 | .350 | .731 | 6.7  | 1.4 | .8  | .8  | 11.2 |

### Playoffs
| Año     | Equipo       | PJ | PT | MPP  | %TC  | %3P  | %TL  | RPP | APP | ROB | TPP | PPP  |
| ------- | ------------ | -- | -- | ---- | ---- | ---- | ---- | --- | --- | --- | --- | ---- |
| 2000–01 | Utah         | 5  | 5  | 32.0 | .407 | .125 | .778 | 7.6 | 1.6 | .4  | 1.0 | 10.4 |
| 2001–02 | Utah         | 4  | 0  | 31.0 | .420 | .500 | .750 | 7.8 | 2.8 | .8  | 1.5 | 14.3 |
| 2005–06 | Cleveland    | 13 | 0  | 26.5 | .433 | .391 | .882 | 5.6 | .6  | .5  | .7  | 9.5  |
| 2006–07 | Cleveland    | 19 | 0  | 10.7 | .333 | .311 | .636 | 2.2 | .3  | .2  | .2  | 3.5  |
| 2008–09 | Philadelphia | 6  | 0  | 8.3  | .375 | .364 | .000 | 1.2 | .0  | .2  | .2  | 2.7  |
| Total   | Total        | 47 | 5  | 18.8 | .399 | .345 | .774 | 4.0 | .7  | .3  | .5  | 6.7  |

## Vida personal
El tío abuelo de Marshall, Lenny Moore es miembro del Hall Of Fame de la NFL.